# Erick Torres Padilla
Erick Estéfano Torres Padilla (Guadalajara, 19 januari 1993) is een Mexicaans betaald voetballer die doorgaans centraal in de aanval speelt. Hij verruilde Chivas Guadalajara  in januari 2015 voor Houston Dynamo. Torres debuteerde in 2014 in het Mexicaans voetbalelftal .
Torres werd op zijn achtste opgenomen in de jeugdopleiding van CD Guadalajara, waar hij onder meer aanvoerder was van het jeugdteam tot zeventien jaar. Op 10 juli 2013 werd hij uitgeleend aan het Amerikaanse Chivas USA. Hij er maakte zeven doelpunten in vijftien wedstrijden. Op 18 juli 2013 maakte hij tegen Toronto FC zijn debuut voor Chivas USA en scoorde hij direct zijn eerste doelpunt voor de club, wat tot een 1-0-overwinning leidde. Torres speelde twee seizoenen voor Chivas USA, waarin hij 22 doelpunten maakte in 44 competitiewedstrijden.
Op 18 december 2014 werd bekendgemaakt dat de Major League Soccer Torres overnam van Guadalajara, waarbij Guadalajara hem eerst nog zes maanden huurde. Torres tekende vervolgens een vijfjarig 'Designated Player'-contract bij Houston Dynamo.

## Clubstatistieken
| Seizoen | Club                 | Competitie                 | Wedstrijden | Doelpunten |
| ------- | -------------------- | -------------------------- | ----------- | ---------- |
| 2010/11 | Chivas Guadalajara   | Primera División           | 20          | 6          |
| 2011/12 | Chivas Guadalajara   | Primera División           | 25          | 7          |
| 2012/13 | Chivas Guadalajara   | Primera División           | 20          | 1          |
| 2013    | → Chivas USA         | Major League Soccer        | 15          | 7          |
| 2014    | → Chivas USA         | Major League Soccer        | 29          | 15         |
| 2015    | Houston Dynamo       | Major League Soccer        | 11          | 0          |
| 2015    | → Chivas Guadalajara | Primera División de México | 5           | 2          |
| 2016    | Houston Dynamo       | Major League Soccer        | 11          | 0          |
| 2016    | → Cruz Azul          | Primera División           | 3           | 0          |
| 2017    | Houston Dynamo       | Major League Soccer        | 31          | 14         |
| 2017/18 | → Pumas UNAM         | Primera División           | 3           | 0          |
| Totaal  | Totaal               | Totaal                     | 173         | 52         |

## Interlandcarrière
Torres debuteerde op 10 september 2014 in het Mexicaans voetbalelftal . Hij was die dag basisspeler tijdens een met 0–1 gewonnen oefeninterland in en tegen Bolivia. Hij kwam in de volgende zeven maanden nog drie keer in actie voor Mexico en werd daarna ruim twee jaar niet meer opgeroepen. In juli 2017 keerde hij terug in de nationale ploeg.
1 Saldívar ·
2 Van Rankin ·
3 Arribas ·
4 Quintana ·
5 Mendoza ·
6 Escamilla ·
7 Cabrera ·
8 Barrera  ·
9 Guerrón ·
10 González ·
11 Alustiza ·
12 Magaña ·
14 Figueroa ·
15 Zamudio ·
16 Fuentes ·
17 Gallardo · 
18 García ·
19 Jáquez ·
20 Asprilla ·
21 González ·
22 Acosta ·
23 Díaz ·
24 J. Castillo ·
29 Calderón ·
30 N. Castillo ·
31 Torres ·
33 Formica ·
Coach: Patiño